# Podkugoyeiski
Podkugoyeiski (en ruso: Подкугое́йский) es un jútor del raión de Krylovskaya del krai de Krasnodar de Rusia. Tenía 3 habitantes en 2010
Pertenece al municipio Kugoyéiskoye.